# Biblioteca Județeană „George Barițiu” din Brașov
Biblioteca Județeană „George Barițiu” din Brașov este biblioteca publică a municipiului și județului Brașov. Este o bibliotecă de tip enciclopedic, în slujba comunității județene și care permite accesul nelimitat și gratuit la colecții, baze de date și alte surse proprii de informații.
Clădirea Bibliotecii Județene „George Barițiu” a fost construită la capătul vestic al Aleii Rudolf între anii 1928-1930 ca sediu al Camerei de Comerț și Industrie din Brașov și este declarată monument istoric (cod LMI BV-II-m-B-11404).

## Istoric
În a doua jumătate a secolului al XIX-lea au fost întocmite primele planuri de sistematizare a Brașovului, care implicau dezvoltarea urbanistică spre suburbii. În acest scop au fost demolate eșalonat o parte din fortificațiile medievale ale Cetății de pe laturile de nord-est și sud-vest.
În colțul nord-vestic al cetății se găsea Bastionul Curelarilor, în formă de potcoavă, de peste 40 m lungime și între 14 - 17 m lățime. Zidurile măsurau la bază peste 4 m în grosime, iar înălțimea lor era de 15 m. Afectat puternic în urma cutremurului din 1738, a fost demolat în 1887.
Pe locul rămas liber după demolarea bastionului a fost construită în anul 1888 Vila Baiulescu, iar pe terenul din fața acestuia, care pe vremuri constituia un câmp larg de apărare în fața zidurilor cetății, clădirea Camerei de Comerț și Industrie.
Costrucția a fost ridicată între anii 1928-1930 de arhitecții Moritz Wagner și Constantin Nănescu în stil neoromânesc, pe locul pe care existase temporar turnul de antrenament al pompierilor voluntari (ridicat la 1880), cu statuia dorobanțului alături, ambele demolate la 1928.
Istoria bibliotecii din Brașov a început atunci când biblioteca liceului evanghelic a fost transformată în bibliotecă publică, în anul 1533. Regulamentul de funcționare al acesteia a fost scris de Johannes Honterus. Conform acestui regulament, biblioteca era deschisă întreaga zi, însă nu exista o secție de împrumut.
În marele incendiu din anul 1689 care a afectat toată cetatea, a fost distrus întregul fond de carte inițial al bibliotecii.
În anul 1835 a fost recreată o bibliotecă publică, în cadrul Casinei române.
Mai târziu, în 1861, Asociația Transilvană pentru Literatura Română și Cultura Poporului Român (ASTRA) a preluat fondul de carte și, în principal prin efortul lui Ion Colan, secretar al Astrei, s-a constituit în anul 1930 „Biblioteca Dr. Alexandru Bogdan” în vila Baiulescu cu 1235 volume, provenite în principal din donații. 
Pe lângă fondul inițial de carte al lui Alexandru Bogdan (123 de volume), au mai contribuit cu publicații Casa Școalelor, Institutul de Studii Sud-Est Europene, secția bibliotecilor poporale de la Liga Culturală a lui Nicolae Iorga, Academia Română, precum și donațiile lui Virgil Onițiu, Maria Baiulescu, Candid Mușlea, Maria Braniște, Valer Stinghe.
Clădirea Bibliotecii Județene „George Barițiu” a fost construită la capătul vestic al Aleii Rudolf între anii 1928-1930 ca sediu al Camerei de Comerț și Industrie din Brașov și este declarată monument istoric (cod LMI BV-II-m-B-11404).
Actualul sediu al Bibliotecii Județene a fost stabilit în anul 1969 în fosta clădire a Camerei de Comerț și Industrie Brașov, iar din 1992, cu ocazia sărbătoririi a 180 de ani de la nașterea istoricului și publicistului român George Barițiu, biblioteca poartă numele acestuia. În același an, biblioteca publică brașoveană a devenit, conform noii organizări teritorial-administrative, „Bibliotecă Județeană”.

## Descriere
Biblioteca Județeană „George Barițiu” din Brașov este o instituție publică de cultură care asigură egalitatea accesului la informații și la documentele necesare informării, educației permanente, petrecerii timpului liber și dezvoltării personalității utilizatorilor, fără deosebire de statut social ori economic, vârstă, sex, apartenență politică, religie ori naționalitate.
Fondul de carte al bibliotecii a crescut permanent, ajungând la peste 300.500 de publicații (cărți, periodice, albume, etc) în anul 1967 și la peste 890.000 de publicații în anul 2005, dintre care peste 280.000 de volume cu un caracter enciclopedic. 
În prezent, secția de împrumut din sediul central deține peste 100.000 de publicații, iar sala de lectură cu o capacitate de 180 de locuri deține peste 275.000 de publicații. Secția de colecții speciale este formată dintr-o sală de cercetare, un depozit cu peste 9.000 de unități bibliografice, iar serviciul de informatizare al bibliotecii asigură funcționarea rețelei de calculatoare.
Pe lângă cărți, există colecții de publicații periodice, în limba română, cât și în alte limbi: franceză, engleză, maghiară, germană, italiană, spaniolă, japoneză, precum și partituri, discuri, CD-uri, DVD-uri, albume de artă, tablouri, hărți, vederi și alte documente purtătoare de informații din toate domeniile de activitate.
În fața clădirii bibliotecii se află statuia lui George Barițiu, istoric și publicist, care a întemeiat în 1838 la Brașov Gazeta de Transilvania, primul ziar politic și informativ al românilor din Ardeal. Statuia este opera în piatra a sculptorului Nicolae Encea și a fost dezvelită în anul 1973.

### Secții și filiale
În afara sediului central și al Casei Baiulescu care adăpostește Centrul de informare Comunitară, Centrul Cultural Britanic, Centrul Cultural Japonez, Mediateca, Biblioteca engleză și Biblioteca franceză, biblioteca județeană mai are următoarele filiale:
- „Filiala pentru copii și tineret” din strada Iuliu Maniu nr. 6
- „Centrul Info-Documentar Monica Andriesei” situat pe str. Anghel Saligny nr. 15, în cartierul Craiter
- „Centrul Info-Documentar Gernot Nussbächer” situat  pe str. Prunului nr. 41, în cartierul Noua
- „Centrul Info-Documentar Alexandru Bogdan” din str. Soarelui nr. 6, în cartierul Astra
- „Centrul Info-Documentar Valeriu Braniște” de pe str. Berzei nr. 2, cartierul Astra
- „Centrul Info-Documentar Ion Colan” situat pe Bd. Griviței nr. 51[8]

## Galerie de imagini

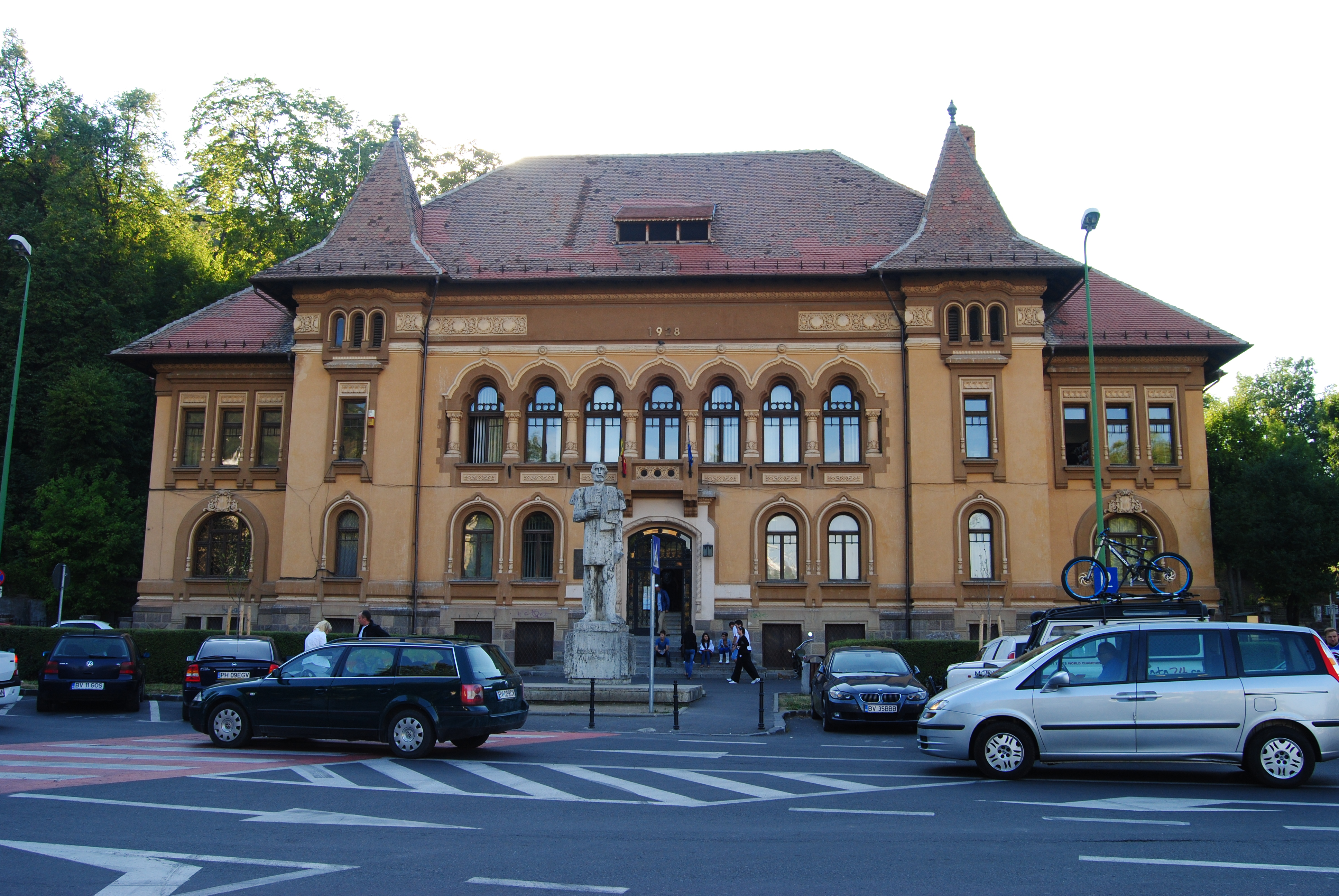
Biblioteca Județeană „George Barițiu”
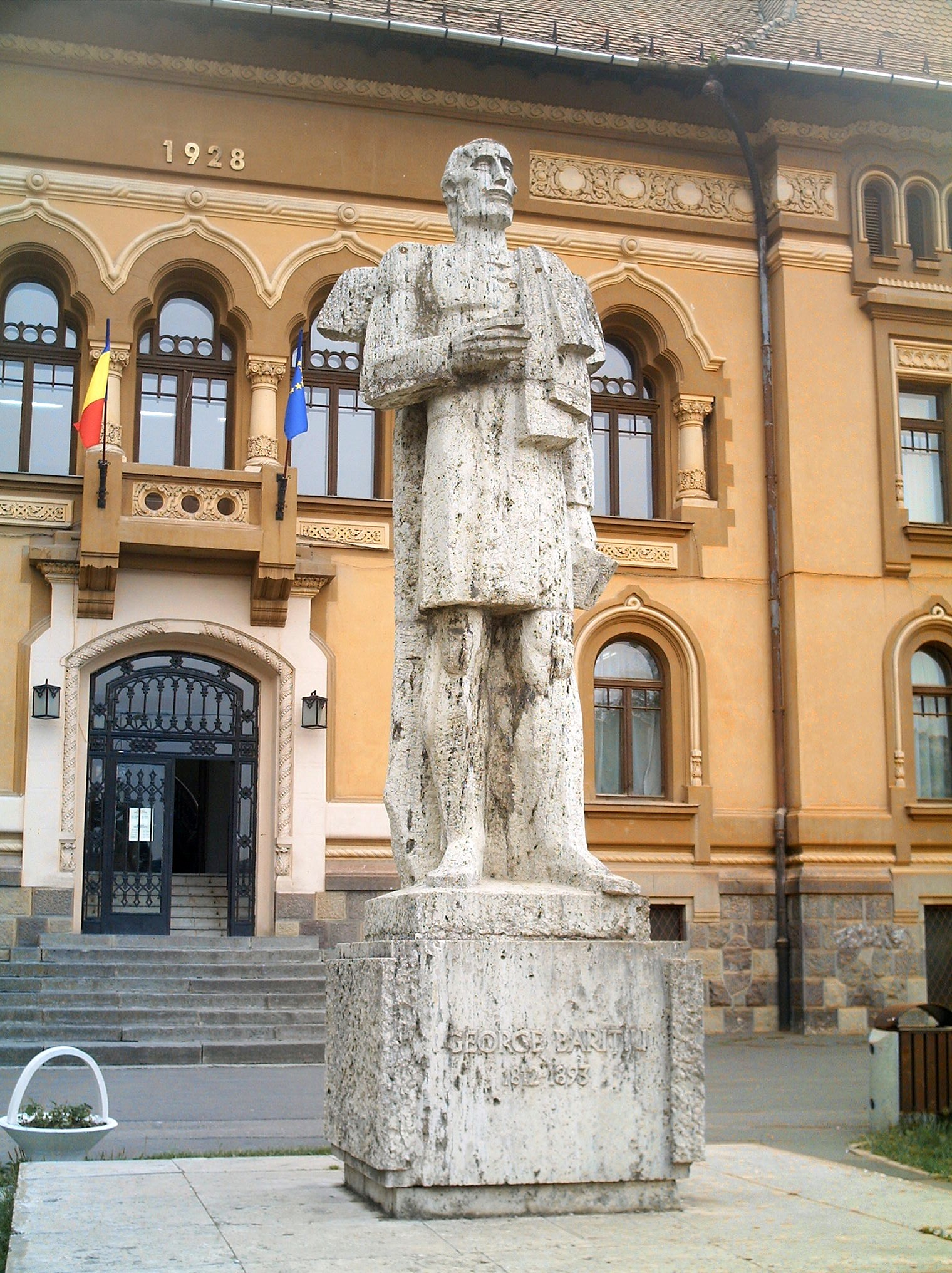
Statuia lui George Barițiu în fața Bibliotecii
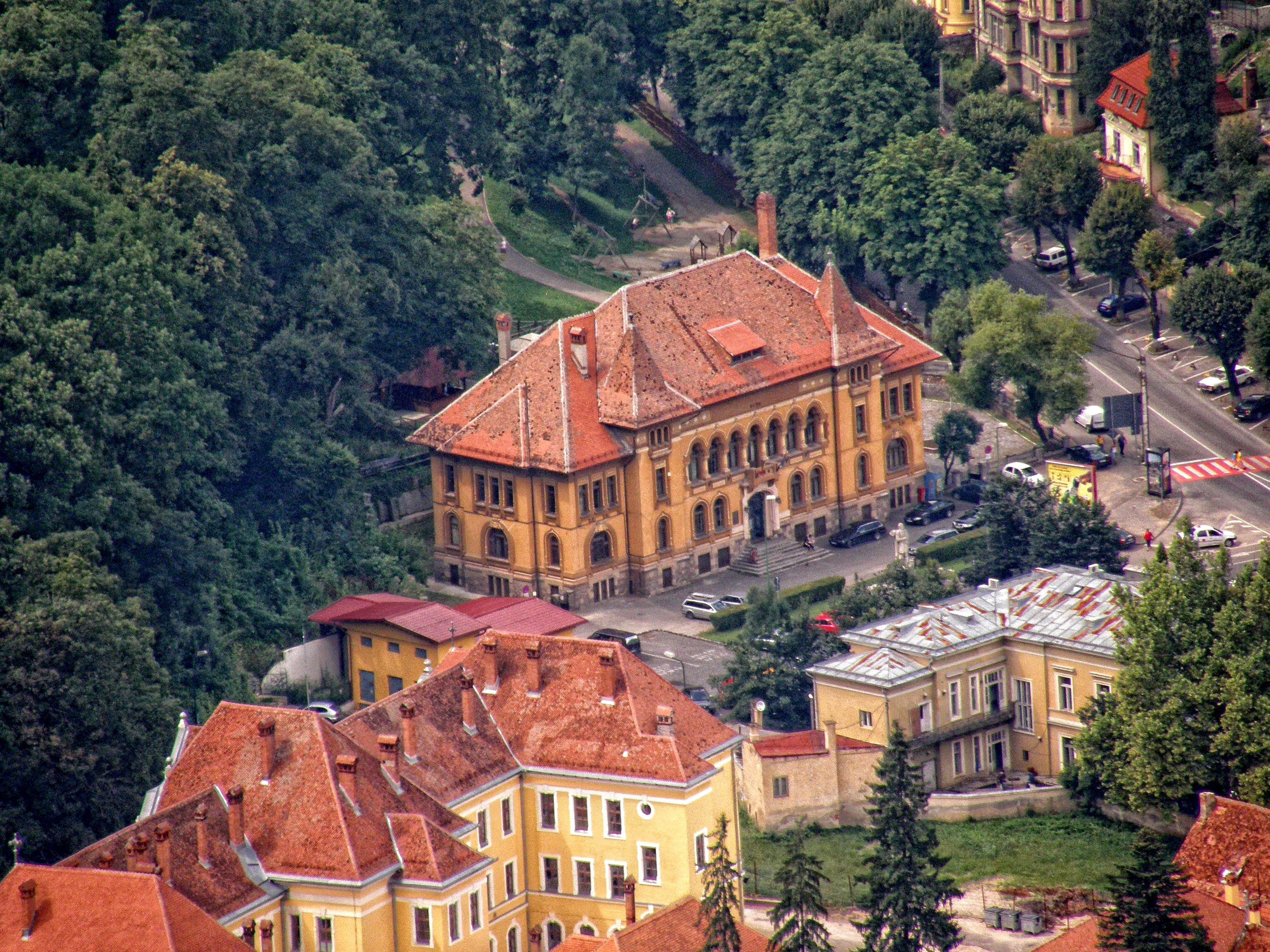
Biblioteca Județeană „George Barițiu” (vedere aeriană)
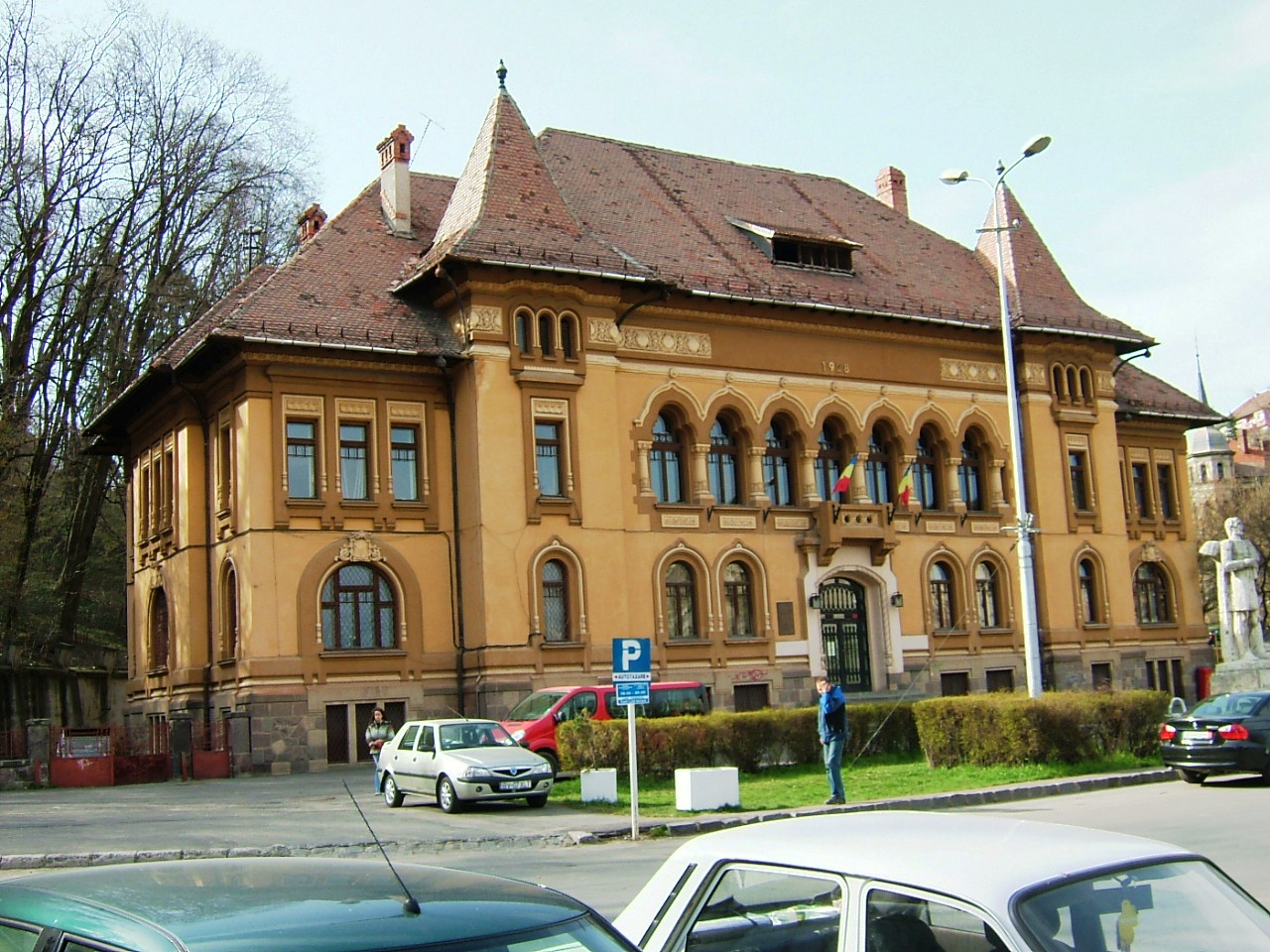
Biblioteca Județeană „George Barițiu”